# André Benndorff
André Benndorff (* 1973 in Düsseldorf) ist ein deutscher Schauspieler.

## Leben
Nach einem Studium der Kommunikationswissenschaft absolvierte André Benndorff von 1997 bis 2001 die damalige Hochschule des Saarlandes für Musik und Theater in Saarbrücken. Bereits während seiner Ausbildung spielte er am Saarländischen Staatstheater und in Düsseldorf am Jungen Theater in der Altstadt. Von 2001 bis 2008 war Benndorff am Stadttheater Bern engagiert, seit der Spielzeit 2008/09 gehört er dem Ensemble des Theater Freiburg an. Daneben ist er Mitglied von Konsortium und Konsorten, einer Gruppe von Theaterleuten im Schweizer und deutschen Off-Theaterbereich.
Im Fernsehen sah man André Benndorff bislang lediglich in zwei Tatort-Episoden. Er ist Vater von zwei Kindern und lebt in Freiburg.

## Filmographie
- 2012: Tatort – Schmuggler
- 2016: Tatort – Fünf Minuten Himmel
- 2023: München Mord: Damit ihr nachts ruhig schlafen könnt (Fernsehreihe)